# Kossuth tér (Debrecen)

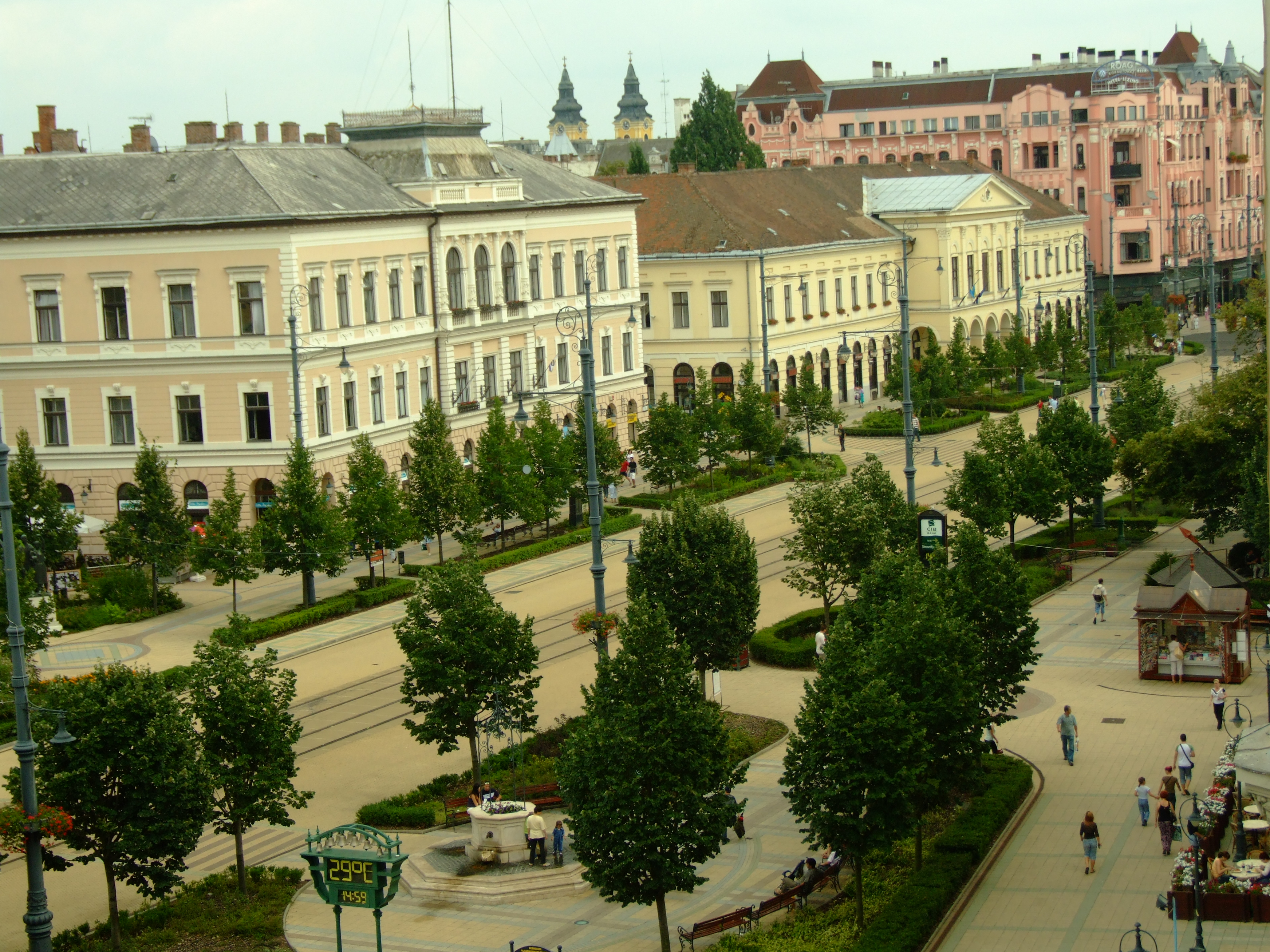
A Kossuth tér egy része, középen a Városháza

A debreceni Kossuth tér a megyeszékhely belvárosának szívében helyezkedik el, annak egyik legfontosabb tere, fontos középületekkel. Keresztülhalad rajta a Piac utca, Debrecen egyik legfontosabb utcája.

## A tér fontosabb látnivalói
- Aranybika Szálló
- Református Kistemplom (Csonkatemplom)
- Debreceni Református Nagytemplom
- Debreceni líciumfa

## Közlekedés a téren
A Nagytemplom előtti tér teljesen a gyalogosoké, csak az 1-es és 2014-től a 2-es villamos halad át rajta.

## Rendezvények
- Debreceni Virágkarnevál
- Augusztus 20-i tűzijáték
- Debreceni Pulykanapok
- Karácsonyi rendezvények
- Újévi rendezvények

## Külső hivatkozások
Debrecen város honlapja